# Гаррі Поттер і Смертельні реліквії: Частина 2
«Гаррі Поттер та Смертельні Реліквії: Частина 2» (англ. Harry Potter and the Deathly Hallows – Part 2) — британо-американське фентезі, зняте  режисером Девідом Єйтсом, завершальна частина серії фільмів про Гаррі Поттера та друга з двох частин екранізації роману «Гаррі Поттер і Смертельні реліквії» Джоан Роулінг. Сценарій написав Стів Кловз, продюсерами виступили Девід Баррон, Девід Гейман і Джоан Роулінг. На 1 березня 2024 року фільм займав 182-гу позицію у списку 250 кращих фільмів за версією IMDb.
Прем'єра фільму відбувалася 13-15 липня 2011 року. Це єдиний фільм «Поттеріани», що вийшов у форматі 3D. Прокат в Україні стартував 13 липня 2011 року. Стрічка отримала схвальні відгуки кінокритиків і побила ряд касових рекордів. Картина отримала три номінації на премію «Оскар».

## У ролях

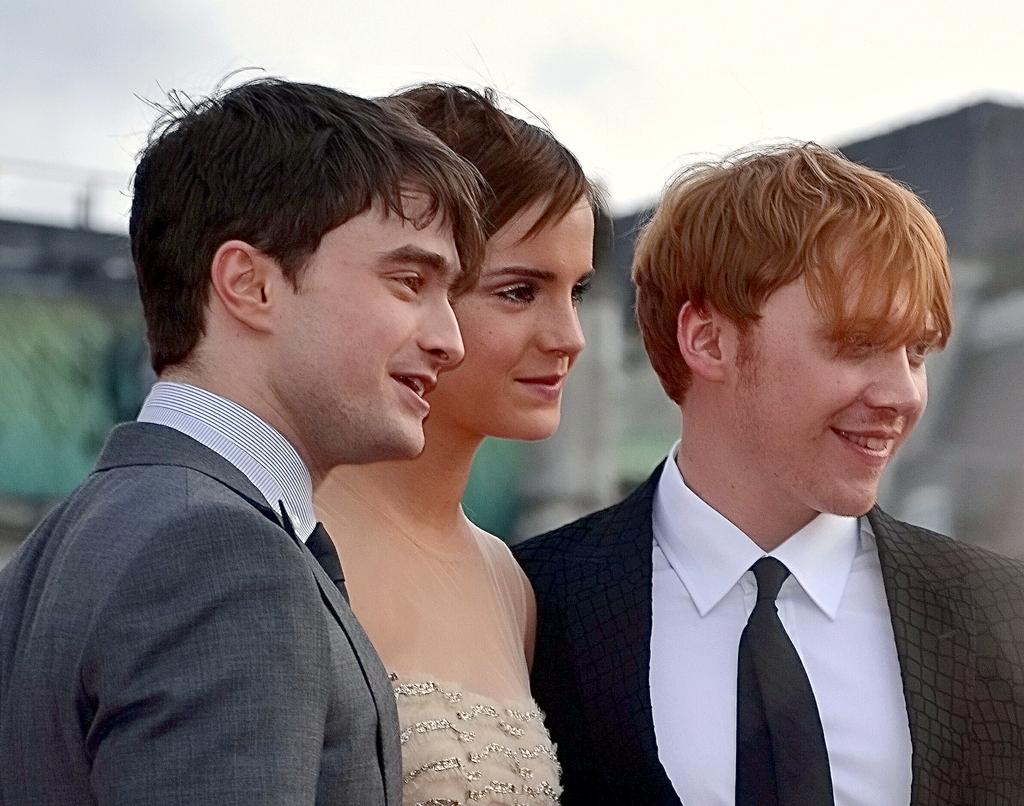
Деніел Редкліфф, Емма Вотсон і Руперт Грінт на прем'єрі фільму у Лондоні.

| Актор               | Роль               |
| ------------------- | ------------------ |
| Деніел Редкліфф     | Гаррі Поттер       |
| Емма Вотсон         | Герміона Ґрейнджер |
| Руперт Грінт        | Рональд Візлі      |
| Гелена Бонем Картер | Белатриса Лестранж |
| Роббі Колтрейн      | Рубеус Геґрід      |
| Томас Фелтон        | Драко Мелфой       |
| Рейф Файнс          | Лорд Волдеморт     |
| Джон Герт           | Гаррік Олівандер   |
| Джейсон Айзекс      | Луціус Мелфой      |
| Алан Рікман         | Северус Снейп      |
| Девід Тьюліс        | Ремус Люпин        |
| Джулі Волтерс       | Моллі Візлі        |
| Донал Глісон        | Білл Візлі         |
| Бонні Райт          | Джіні Візлі        |
| Метью Льюїс         | Невіл Лонґботом    |
| Майкл Гембон        | Албус Дамблдор     |
| Меггі Сміт          | Мінерва Макґонеґел |
| Еванна Лінч         | Луна Лавґуд        |
| Гері Олдмен         | Сіріус Блек        |
| Ральф Айнесон       | Емікус Керроу      |
| Келлі Макдональд    | Гелена Рейвенклов  |
| Ворвік Девіс        | Філіус Флітвік     |
| Кіаран Гайндс       | Аберфорт Дамблдор  |
| Джошуа Гердман      | Грегорі Гойл       |

## Український дубляж
- Переклад українською мовою Олега Колеснікова за редакцією Віктора Морозова
- Режисер дубляжу — Анна Пащенко
- Звукорежисер — Олександр Мостовенко
- Ролі дублювали: Павло Скороходько, Марина Локтіонова, Андрій Федінчик, Андрій Самінін, Юрій Гребельник, Євген Шах, Валентина Гришокіна, Олександр Ігнатуша, Максим Запісочний та інші.
- Фільм дубльовано студія "Постмодерн"

## Маркетинг
Багатодискове Blu-Ray Комбо видання фільму «Гаррі Поттер і Смертельні реліквії: Частина 1» містить уривок сцени, що відкриває «Частину 2». У ній Гаррі розмовляє з Олівандером та Ґрупхуком щодо Смертельних Реліквій.
Телесім'я ABC продемонструвала набір анонсів «Смертельних реліквій: Частина 2» протягом їхнього Тижня Гаррі Поттера починаючи з 17 березня 2011 р. Ролики включали кадри з Кімнати на вимогу, де Гаррі з друзями протистояв Драко Мелфою, втечу з Ґрінґотса із драконом та кадри з посиланнями на фінальну сутичку між Гаррі та Волдемортом.

## Вихід на екрани
2 квітня 2011 р. у Чикаго був проведений випробувальний перегляд «Частини 2». На ньому були присутні режисер Девід Єйтс, продюсери Девід Геймен і Девід Баррон та монтажер фільму Марк Дей.
Світова прем'єра Другої Частини завершальної книги пройшла 7 липня 2011 р. у Лондоні на Трафальгарській площі. Перший попередній огляд «поза кадром» [Архівовано 8 квітня 2005 у Wayback Machine.] вийшов 18 березня 2011 року. Перший офіційний трейлер вийшов у середу, 27 квітня 2011 року о 7 годині вечора на американському телеканалі ABC. Він був анонсований за день.
Другий [Архівовано 21 червня 2011 у Wayback Machine.] трейлер вийшов 16 червня 2011 р. З 17 червня почався зворотний відлік у вигляді ТБ-анонсів [Архівовано 20 червня 2011 у Wayback Machine.].

## Касові збори
Фільм зібрав 381 011 219 $ у домашньому прокаті та 960,5 млн $ по світу. Наразі він є вісімнадцятим найкасовішим фільмом в історії, двадцять дев'ятим найкасовішим фільмом українського прокату найприбутковішим фільмом 2011 року, найкасовішим серед фільмів серії та найкасовішою кіноадаптацією дитячої книги. Стрічка встановила рекорд світових зборів за прем'єрний вік-енд — 483,2 млн $ (168 млн у Північній Америці та 307 млн у світі). У світовому прокаті «Частині 2» вдалося у рекордні строки досягти позначки 400 млн $ (5 днів), 500 млн $ (6 днів), 600 млн $ (8 днів), 700 млн $ (10 днів), 800 млн $ (12 днів), 900 млн $ (15 днів) і 1 млрд $ (19 днів).

### Північна Америка
За домашніми зборами фільм посідає 26 позицію у списку найкасовіших. Також він є найкасовішим фільмом США у 2011 році, найкасовішим фентезі/ігровим фільмом і 12-м найкасовішим фільмом у форматі 3D. Було продано понад 40 мільйонів квитків на фільм. Встановлено новий рекорд (32 млн $) за попередніми продажами квитків, а також рекорди зборів за опівнічні прем'єрні покази (43,5 млн $) та опівнічні прем'єрні сеанси в IMAX (2 млн $). У прем'єрну п'ятницю картина заробила 91,1 млн $, що було рекордом зборів прем'єрного та одного п'ятничного дня. Стрічка показала найкращі результати прем'єрного вік-енду (169,2 млн $), прем'єрного вік-енду в IMAX і прем'єрного вік-енду серед фільмів у форматі 3D. Попри це прибуток від 3D-сеансів склав лише 43% від загальної суми зборів у прем'єрні вихідні (72,8 млн $ — на той час другий найвищий показник).
«Частина 2» досягла найкращого зростання зборів за три та чотири дні, шостого показника найприбутковішого прем'єрного тижня (226,2 млн $) і сьомого найвищого зростання зборів за 7 днів прокату.

## Критика
Стрічка отримала позитивні відгуки кінокритиків. На сайті Rotten Tomatoes фільм отримав рейтинг 98%, що базується на 310 відгуках, і середню оцінку 8,3/10. У загальному консенсусі на сайті зазначено: «Хвилюючі, потужно виконані та візуально сліпучі, «Смертельні реліквії: Частина 2» приводять франшизу до задовільного — і відповідно магічного — завершення». На сайті Metacritic картина має 87 балів зі 100 (на основі 41 рецензії).

## Нагороди
«Гаррі Поттер і Смертельні реліквії: Частина 2» отримав ряд нагород і номінацій. Фільм номінували на «Оскар» у трьох категоріях: Найкраща робота художника-постановника, Найкращі візуальні ефекти та Найкращий грим і зачіски. На 65 церемонії вручення нагород БАФТА стрічка виграла премію за Найкращі візуальні ефекти та отримала номінації у категорії Найкращий звук, Найкраща робота художника-постановника, Найкращий грим і зачіски.
| Рік  | Премія                                        | Категорія                                                                | Результат                                                  | Номінант                                                                  |
| ---- | --------------------------------------------- | ------------------------------------------------------------------------ | ---------------------------------------------------------- | ------------------------------------------------------------------------- |
| 2011 | Національна рада кінокритиків США             | Топ 10 фільмів                                                           | Перемога                                                   | Гаррі Поттер і Смертельні реліквії: Частина 2                             |
| 2011 | National Movie Awards                         | Обов'язковий до перегляду фільм літа                                     | Перемога                                                   | Гаррі Поттер і Смертельні реліквії: Частина 2                             |
| 2011 | Hollywood Film Awards                         | Hollywood Movie of the Year                                              | Перемога                                                   | Гаррі Поттер і Смертельні реліквії: Частина 2                             |
| 2011 | Nickelodeon Australian Kids' Choice Awards    | Fave Movie                                                               | Перемога                                                   | Гаррі Поттер і Смертельні реліквії: Частина 2                             |
| 2011 | Дитяча премія БАФТА                           | Улюблений фільм                                                          | Перемога                                                   | Гаррі Поттер і Смертельні реліквії: Частина 2                             |
| 2011 | Дитяча премія БАФТА                           | BAFTA Kids' Vote (Film Category)                                         | Перемога                                                   | Гаррі Поттер і Смертельні реліквії: Частина 2                             |
| 2011 | Премія «Британія»                             | Художнє досягнення у режисерській роботі                                 | Перемога                                                   | Девід Єйтс (за 5–8 фільми франшизи)                                       |
| 2011 | Премія «Супутник»                             | Найкращий саундтрек                                                      | Номінація                                                  | Александр Деспла                                                          |
| 2011 | Премія «Супутник»                             | Найкращі візуальні ефекти                                                | Номінація                                                  | Тім Берк, Джон Річардсон, Девід Вікері, Грег Батлер                       |
| 2011 | Премія «Супутник»                             | Найкращий звук                                                           | Номінація                                                  | Дейв Паттерсон, Лон Бендер, Роберт Фернандез, Віктор Рей Енніс            |
| 2011 | Teen Choice Awards                            | Літній фільм                                                             | Перемога                                                   | Гаррі Поттер і Смертельні реліквії: Частина 2                             |
| 2011 | Teen Choice Awards                            | Зірка літнього фільму – Чоловік                                          | Перемога                                                   | Деніел Редкліфф                                                           |
| 2011 | Teen Choice Awards                            | Зірка літнього фільму – Жінка                                            | Перемога                                                   | Емма Вотсон                                                               |
| 2011 | Scream Awards                                 | The Ultimate Scream                                                      | Перемога                                                   | Гаррі Поттер і Смертельні реліквії: Частина 2                             |
| 2011 | Scream Awards                                 | Best Scream-Play                                                         | Перемога                                                   | Стів Кловз                                                                |
| 2011 | Scream Awards                                 | Найкращий актор фентезі                                                  | Перемога                                                   | Деніел Редкліфф                                                           |
| 2011 | Scream Awards                                 | Найкращий лиходій                                                        | Перемога                                                   | Рейф Файнс                                                                |
| 2011 | Scream Awards                                 | «Holy Shit»-сцена року                                                   | Перемога                                                   | «Кімната на вимогу»                                                       |
| 2011 | Scream Awards                                 | Найкращі візуальні ефекти                                                | Перемога                                                   | Тім Берк                                                                  |
| 2011 | Scream Awards                                 | Найкраще фентезі                                                         | Номінація                                                  | Гаррі Поттер і Смертельні реліквії: Частина 2                             |
| 2011 | Scream Awards                                 | Найкращий режисер                                                        | Номінація                                                  | Девід Єйтс                                                                |
| 2011 | Scream Awards                                 | Найкраща актриса фентезі                                                 | Номінація                                                  | Емма Вотсон                                                               |
| 2011 | Scream Awards                                 | Найкращий роль другого плану                                             | Номінація                                                  | Руперт Грінт                                                              |
| 2011 | Scream Awards                                 | Найкраща роль другого плану                                              | Номінація                                                  | Алан Рікман                                                               |
| 2011 | Scream Awards                                 | Найкращий ансамбль                                                       | Номінація                                                  | Гаррі Поттер і Смертельні реліквії: Частина 2                             |
| 2011 | Scream Awards                                 | Найкраща бойова сцена року (Фінальна битва)                              | Номінація                                                  | Гаррі Поттер і Смертельні реліквії: Частина 2                             |
| 2011 | Scream Awards                                 | Найкраща бойова сцена року (Битва за Гоґвордс)                           | Номінація                                                  | Гаррі Поттер і Смертельні реліквії: Частина 2                             |
| 2011 | Scream Awards                                 | Найкращий фільм у 3D                                                     | Номінація                                                  | Гаррі Поттер і Смертельні реліквії: Частина 2                             |
| 2011 | Премія Американського інституту кіномистецтва | AFI Special Award                                                        | Перемога                                                   | Серія фільмів про Гаррі Поттера                                           |
| 2011 | World Soundtrack Academy                      | Найкращий кінокомпозитор року                                            | Перемога                                                   | Александр Деспла                                                          |
| 2012 | Оскар                                         | Найкраща робота художника-постановника                                   | Номінація                                                  | Стюарт Крейг, Стефені Мак-Міллан                                          |
| 2012 | Оскар                                         | Найкращі візуальні ефекти                                                | Номінація                                                  | Тім Берк, Девід Вікері, Грег Батлер і Джон Річардсон                      |
| 2012 | Оскар                                         | Найкращий грим і зачіски                                                 | Номінація                                                  | Нік Дадмен, Аманда Найт, Ліза Томблін                                     |
| 2012 | БАФТА                                         | Найкраща робота художника-постановника                                   | Номінація                                                  | Стюарт Крейг, Стефені Мак-Міллан                                          |
| 2012 | БАФТА                                         | Найкращі візуальні ефекти                                                | Перемога                                                   | Тім Берк, Девід Вікері, Грег Батлер і Джон Річардсон                      |
| 2012 | БАФТА                                         | Найкращий звук                                                           | Номінація                                                  | Джеймс Матер, Стюарт Вілсон, Стюарт Гіллікер, Майк Довсон, Адам Скрівенер |
| 2012 | БАФТА                                         | Найкращий грим і зачіски                                                 | Номінація                                                  | Аманда Найт, Ліза Томблін                                                 |
| 2012 | Премія «Вибір народу»                         | Улюблений фільм                                                          | Перемога                                                   | Гаррі Поттер і Смертельні реліквії: Частина 2                             |
| 2012 | Премія «Вибір народу»                         | Улюблений екшн                                                           | Перемога                                                   | Гаррі Поттер і Смертельні реліквії: Частина 2                             |
| 2012 | Премія «Вибір народу»                         | Улюблений акторський ансамбль                                            | Перемога                                                   | Гаррі Поттер і Смертельні реліквії: Частина 2                             |
| 2012 | Премія «Вибір народу»                         | улюблена адаптація книги                                                 | Перемога                                                   | Гаррі Поттер і Смертельні реліквії: Частина 2                             |
| 2012 | Премія «Вибір народу»                         | Улюблений кіноактор                                                      | Номінація                                                  | Деніел Редкліфф                                                           |
| 2012 | Премія «Вибір народу»                         | Улюблена кінозірка                                                       | Номінація                                                  | Деніел Редкліфф                                                           |
| 2012 | Премія «Вибір народу»                         | Улюблена кінозірка                                                       | Номінація                                                  | Руперт Грінт                                                              |
| 2012 | Премія «Вибір народу»                         | Улюблена кінозірка                                                       | Номінація                                                  | Емма Вотсон                                                               |
| 2012 | Премія «Вибір народу»                         | Улюблена кінозірка                                                       | Номінація                                                  | Том Фелтон                                                                |
| 2012 | Греммі                                        | Найкращий саундтрек                                                      | Номінація                                                  | Александр Деспла                                                          |
| 2012 | Вибір критиків                                | Найкраща робота художника-постановника                                   | Номінація                                                  | Стюарт крейг                                                              |
| 2012 | Вибір критиків                                | Найкращі візуальні ефекти                                                | Номінація                                                  | Тім Берк, Девід Вікері, Грег Батлер і Джон Річардсон                      |
| 2012 | Вибір критиків                                | Найкращий звук                                                           | Перемога                                                   | Гаррі Поттер і Смертельні реліквії: Частина 2                             |
| 2012 | Вибір критиків                                | Найкращий грим                                                           | Перемога                                                   | Нік Дадмен, Аманда Найт, Марк Кулір                                       |
| 2012 | Гільдія кіноакторів США                       | Найкращий каскадерський ансамбль в ігровому кіно                         | Перемога                                                   | Гаррі Поттер і Смертельні реліквії: Частина 2                             |
| 2012 | Гільдія дизайнерів костюмів                   | Відмінність у дизайні костюмів для фільму – фентезі                      | Перемога                                                   | Джейні Темім                                                              |
| 2012 | Премія Гільдії художників-постановників       | Найкраща робота художника-постановника у фентезі                         | Перемога                                                   | Стюарт Крейг, Стефені Мак-Міллан                                          |
| 2012 | Об'єднання кіножурналісток                    | Найкращий актор другого плану                                            | Номінація                                                  | Алан Рікман                                                               |
| 2012 | SFX Award                                     | Найкращий фільм                                                          | Перемога                                                   | Гаррі Поттер і Смертельні реліквії: Частина 2                             |
| 2012 | SFX Award                                     | Найкращий режисер                                                        | Номінація                                                  | Девід Єйтс                                                                |
| 2012 | Visual Effects Society                        | Outstanding Visual Effects in an Effects Driven Feature Motion Picture   | Номінація                                                  | Тім Берк, Емма Нортон, Джон Річардсон, Девід Вікері                       |
| 2012 | Visual Effects Society                        | Найкращий анімований персонаж в ігровому кіно – Український залізопуз    | Номінація                                                  | Ясунобу Арагорі, Том Брахт, Гевін Гаррісон, Кріс Ленц                     |
| 2012 | Visual Effects Society                        | Outstanding Created Environment in a Live Action Feature Motion Picture  | Номінація                                                  | Keziah Bailey, Stephen Ellis, Clement Gerard, Pietro Ponti                |
| 2012 | Visual Effects Society                        | Outstanding Models in a Feature Motion Picture                           | Номінація                                                  | Steven Godfrey, Pietro Ponti, Tania Marie Richard, Andy Warren            |
| 2012 | Visual Effects Society                        | Outstanding Compositing in a Feature Motion Picture                      | Номінація                                                  | Michele Benigna, Martin Ciastko, Thomas Dyg, Andy Robinson                |
| 2012 | International Film Music Critics Association  | Найкращий оригінальний саундтрек для фентезі/наукової фантастики/горрору | Номінація                                                  | Александр Деспла                                                          |
| 2012 | Сатурн                                        |                                                                          |                                                            |                                                                           |
| 2012 | Найкраще фентезі                              | Перемога                                                                 | Стівен Годфрі, П'єтро Понті, Таня Марі Річард, Енді Воррен |                                                                           |
| 2012 | Найкращий режисер                             | Номінація                                                                | Девід Єйтс                                                 |                                                                           |
| 2012 | Найкраща роль другого плану                   | Номінація                                                                | Рейф Файнс                                                 |                                                                           |
| 2012 | Найкраща роль другого плану                   | Номінація                                                                | Алан Рікман                                                |                                                                           |
| 2012 | Найкраща жіноча роль другого плану            | Номінація                                                                | Емма Вотсон                                                |                                                                           |
| 2012 | Найкраща робота художника-постановника        | Номінація                                                                | Стюарт Крейг                                               |                                                                           |
| 2012 | Найкращий монтаж                              | Номінація                                                                | Марк Дей                                                   |                                                                           |
| 2012 | Найкращі костюми                              | Номінація                                                                | Джейні Темім                                               |                                                                           |
| 2012 | Найкращий грим                                | Номінація                                                                | Нік Дадмен, Аманда Найт                                    |                                                                           |
| 2012 | Найкращі спецефекти                           | Номінація                                                                | Тім Берк, Грег Батлер, Джон Річардсон, Девід Вікері        |                                                                           |
| 2012 | Г'югоs                                        | Премія «Г'юго» за найкращу драматичну постановку (довга форма)           | Номінація                                                  | Девід Єйтс, Стів Кловз                                                    |
| 2012 | MTV Movie Awards                              | Фільм року                                                               | Номінація                                                  | Гаррі Поттер і Смертельні реліквії: Частина 2                             |
| 2012 | MTV Movie Awards                              | Найкраща актор                                                           | Номінація                                                  | Деніел Редкліфф                                                           |
| 2012 | MTV Movie Awards                              | Найкраща актриса                                                         | Номінація                                                  | Емма Вотсон                                                               |
| 2012 | MTV Movie Awards                              | Найкращий герой                                                          | Перемога                                                   | Деніел Редкліфф                                                           |
| 2012 | MTV Movie Awards                              | Найкращий поцілунок                                                      | Номінація                                                  | Емма Вотсон і Руперт Грінт                                                |
| 2012 | MTV Movie Awards                              | Найкраща сутичка                                                         | Номінація                                                  | Деніел Редкліфф і Рейф Файнс                                              |
| 2012 | MTV Movie Awards                              | Найкращий акторський склад                                               | Перемога                                                   | Деніел Редкліфф, Руперт Грінт, Емма Вотсон, Том Фелтон                    |
| 2012 | Премія Empire                                 | Найкращий фільм                                                          | Перемога                                                   | Гаррі Поттер і Смертельні реліквії: Частина 2                             |
| 2012 | Премія Empire                                 | Найкращий актор                                                          | Номінація                                                  | Деніел Редкліфф                                                           |
| 2012 | Премія Empire                                 | Найкращий режисер                                                        | Перемога                                                   | Девід Єйтс                                                                |
| 2012 | Премія Empire                                 | Найкраще 3D                                                              | Номінація                                                  | Гаррі Поттер і Смертельні реліквії: Частина 2                             |
| 2012 | Премія Empire                                 | Найкраща нова актриса                                                    | Номінація                                                  | Бонні Райт                                                                |